# Dent de Crolles
Vous lisez un « bon article » labellisé en 2015.
La dent de Crolles est un sommet du département français de l'Isère s'élevant à 2 062 mètres d'altitude dans le massif de la Chartreuse, dans les Alpes. Elle domine à l'est la ville de Crolles et la vallée du Grésivaudan, à moins d'une heure de Grenoble. Elle est constituée de calcaire et parcourue par un important réseau karstique, qui attire la curiosité de Henri Ferrand dès le tournant du XIXe au XXe siècle ; son exploration en fait la cavité naturelle la plus profonde connue au monde de 1944 à 1953. Il est recherché des spéléologues, avec de nombreuses traversées souterraines possibles. La source du Guiers Mort, sur le versant septentrional de la montagne, est l'exsurgence de ce réseau. L'ascension de la montagne, généralement effectuée depuis le col du Coq, ne présente pas de difficulté en randonnée pédestre. Depuis les années 1920, le nombre de voies d'escalade s'est considérablement accru.
La montagne fait partie du parc naturel régional de Chartreuse, d'une zone naturelle d'intérêt écologique, faunistique et floristique et son plateau sommital se situe en limite méridionale de la réserve naturelle nationale des Hauts de Chartreuse classée Natura 2000. Le chamois, dans les parties abruptes au-dessus de la limite des arbres, et le lynx sont notamment présents.

## Toponymie
Le nom Crolles est issu du bas latin crotalare qui a donné crollar en vieux provençal et signifie « crouler », ou d'une variante latine corotulare qui a donné « croller »,, ce qui peut être interprété comme une zone d'éboulement, d'écroulement,. Le qualificatif de « dent » est couramment utilisé pour désigner une roche pointue se dressant sur une crête.
Si le village de Crolles figure sur la carte de Cassini, le nom de la montagne n'y est pas mentionné. Sur les cartes d'État-Major du XVIIIe siècle, il est appelé Petit Som,, du latin summus « point le plus haut »,, nom qui est resté pour un sommet secondaire du Grand Som.

## Géographie

### Situation

Carte topographique de la dent de Crolles.

La dent de Crolles est située dans le Sud-Est de la France, dans la région Auvergne-Rhône-Alpes et le département de l'Isère, à la jonction des territoires des communes de Saint-Pierre-de-Chartreuse au nord, de Saint-Pancrasse au sud-ouest et de Saint-Hilaire. Elle se trouve à trois kilomètres au nord-ouest de Crolles, dix-sept kilomètres au nord-est de Grenoble et à cent kilomètres au sud-est de Lyon. Elle fait partie du massif préalpin de la Chartreuse.
Elle est prolongée au nord-est, sur la bordure orientale du massif, par les rochers de Bellefont (1 975 m) et le Grand Manti (1 818 m), jusqu'au mont Granier (1 933 m). Elle domine la Scia (1 791 m) au nord, le roc d'Arguille (1 768 m) au nord-ouest, et le bec Charvet (1 738 m) au sud-ouest. Au sud-est s'étend la large vallée du Grésivaudan.

### Topographie
Le sommet s'élève à 2 062 mètres d'altitude, ce qui en fait le deuxième du massif de la Chartreuse après Chamechaude (2 082 mètres). À ses pieds se trouve le plateau des Petites Roches (environ 1 000 mètres) au sud et à l'est, tandis que le col routier du Coq (1 434 mètres) et le col pédestre des Ayes (1 538 mètres) sont à l'ouest. Sur le versant septentrional de ce dernier naît le ruisseau de la Rajas, un affluent du Guiers Mort dont l'exsurgence jaillit à l'extrémité septentrionale de la montagne à 1 332 mètres d'altitude et qui se jette dans le Rhône, alors que sur le versant méridional du col naît le ruisseau des Meunières. Celui-ci est rejoint par le ruisseau de la Gorgette, qui prend sa source dans les falaises occidentales du sommet, pour former le ruisseau de Craponoz, un affluent de l'Isère alimentant au passage le lac du Bois de Gramont,,. De même, dans les falaises orientales du sommet naissent les ruisseaux des Fangeats, des Terreaux, du Bouchon et de Combemure qui forment le ruisseau de Crolles dont les eaux sont collectées au sein du canal de la Chantourne,.

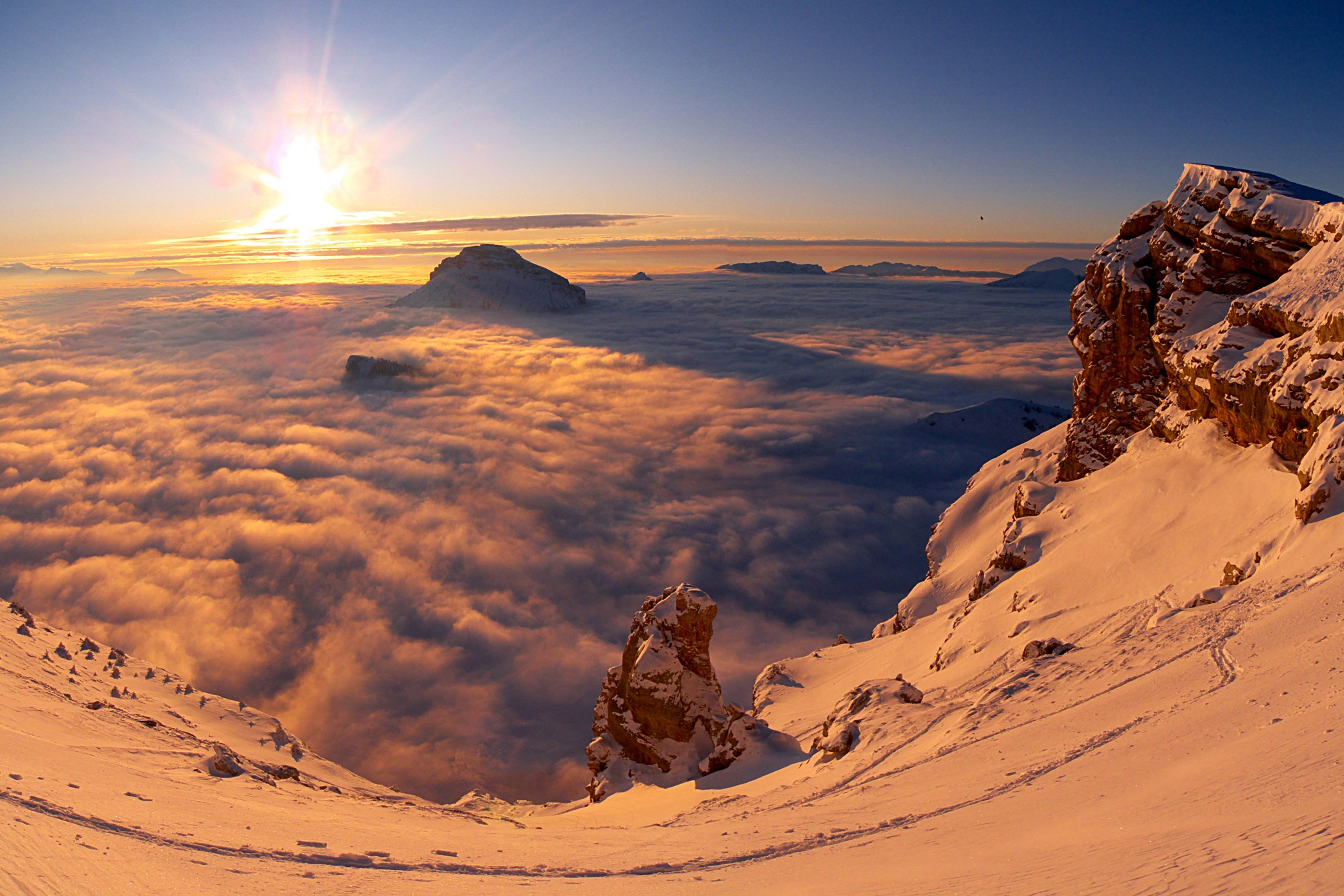
Vue depuis le pas de l'Œille sur le monolithe éponyme et Chamechaude en arrière-plan au-dessus d'une mer de nuages.

La cime se trouve à l'extrémité méridionale d'un synclinal perché légèrement incliné vers le nord. Les falaises occidentales sont parcourues, à une centaine de mètres au nord du sommet, par la brèche du pas de l'Œille, nom dérivé de l'aiguille rocheuse accrochée à la paroi. Le trou du Glaz s'ouvre également dans ces falaises, plus au nord, à 1 697 mètres d'altitude. Un aven se trouve sur le plateau sommital à 1 935 mètres d'altitude. Dans les falaises orientales se trouvent également plusieurs grottes dont, du nord au sud, la grotte ou gouffre Thérèse (1 925 mètres), la grotte Chevalier (1 694 mètres) et la grotte Annette (1 717 mètres),.

### Géologie

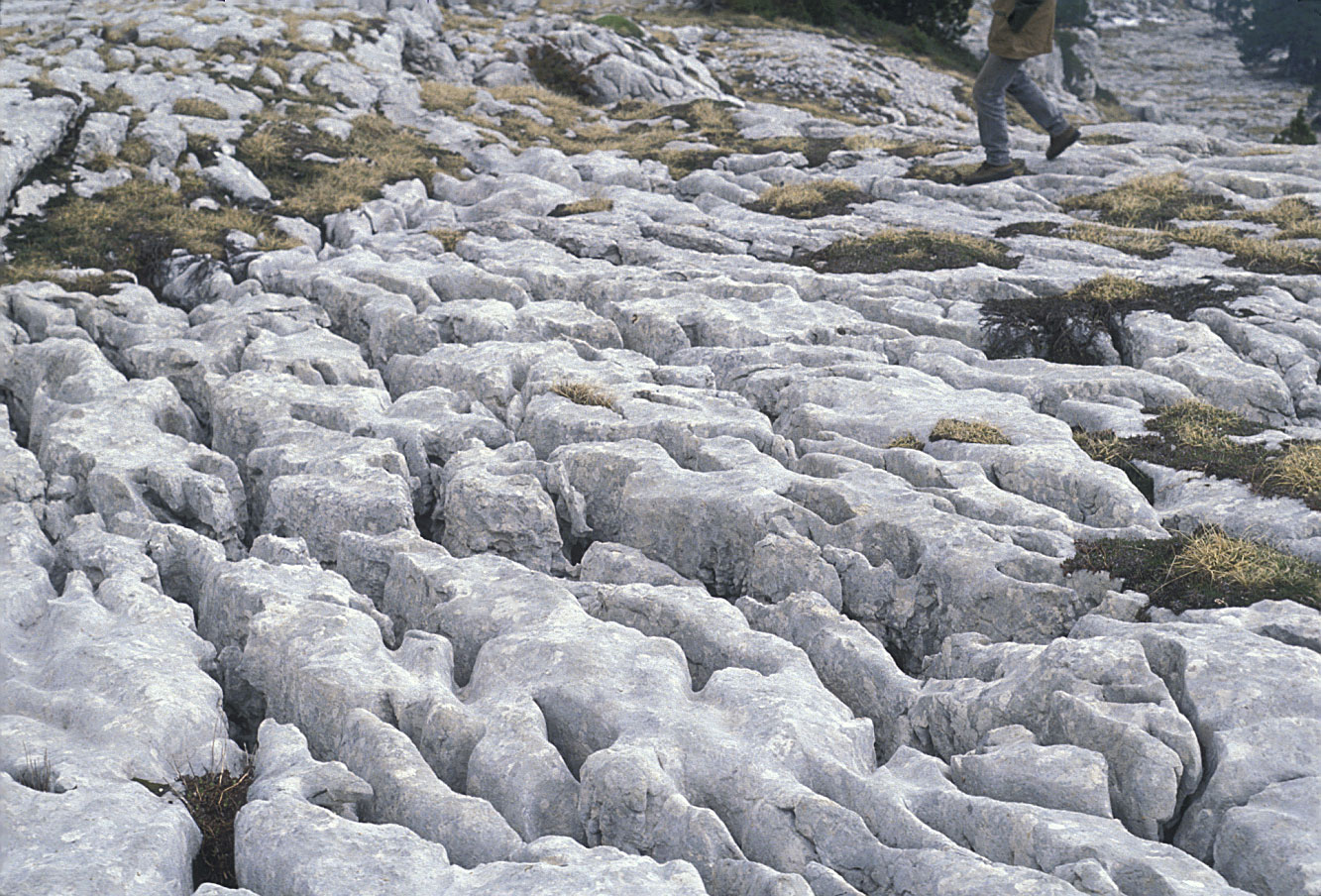
Vue de lapiaz dans le calcaire urgonien près du sommet.

La dent de Crolles est composée de calcaires reposant sur des roches marneuses. Le plateau et les falaises sommitales constituent un synclinal perché avec un faciès urgonien caractéristique des Préalpes formé par sédimentation marine dans la Téthys alpine au cours du Crétacé inférieur. Il s'agit de l'extrémité méridionale du synclinal oriental de la Chartreuse. L'Urgonien comporte des alternances de couches à orbitolines. La partie inférieure des falaises est faite de calcaire du Barrémien. Elle surplombe les talus marno-calcaires du Hauterivien puis les calcaires du Fontanil correspondant à l'étage du Valanginien. Enfin, la base de la montagne est composée de marnes de Narbonne du Berriasien.
Les versants de la montagne sont entrecoupés de failles longitudinales extensives antérieures au plissement et qui ont délimité un graben : la faille de la Gorgette à l'ouest et au nord, la faille du Prayet à l'est. Elles s'amortissent dans les marnes de Narbonne. La faille secondaire du pas de l'Œille coupe l'Urgonien du sud-ouest au nord-est. Le plissement a fait basculer les différents blocs et les a recimentés ; la partie sud-est de la montagne a coulissé d'une quinzaine de mètres vers le bas par rapport au compartiment nord-ouest.

### Climat
Le massif de la Chartreuse est soumis à un climat océanique montagnard. Il agit comme une barrière face aux vents dominants d'ouest venant de l'océan Atlantique et reçoit ainsi une grande quantité de précipitations, avec un pic au début du printemps et un autre au début de l'automne. Un tiers de ces précipitations se produit sous forme de neige. De ce fait, l'épaisseur du manteau neigeux au col de Porte (1 326 m) avoisine un mètre fin février, mais a atteint des hauteurs record de 200 à 230 centimètres pour la même période en 1979, 1982 et 1985. Toutefois, l'enneigement moyen, qui a diminué de moitié depuis cinquante ans, est mesuré à cinquante centimètres en moyenne depuis dix ans au cours de l'hiver. Ainsi, depuis les années 2000, la neige se maintient en moyenne 150 jours par an au col de Porte, soit trente jours de moins que dans les années 1960 ; la présence d'un manteau neigeux supérieur à un mètre a reculé de quinze jours tous les dix ans en moyenne sur la même période. Cette observation coïncide avec une hausse des températures de 1,4 °C depuis un demi-siècle sur une période du 1er décembre au 30 avril.

### Faune et flore

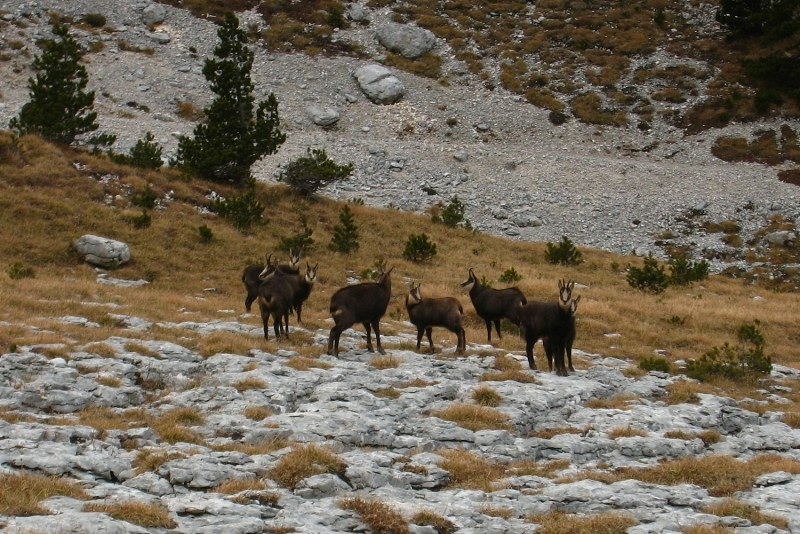
Vue d'une harde de chamois à la dent de Crolles.

Parmi les mammifères recensés dans la réserve des Hauts de Chartreuse figurent le chamois, le Lynx boréal et plusieurs espèces de chiroptères : la Barbastelle d'Europe, la Sérotine de Nilsson, l'Oreillard roux, le Murin de Brandt, le Murin de Daubenton, le Murin à moustache, le Murin de Bechstein, le Petit rhinolophe, le Grand rhinolophe,. Les oiseaux présents sont en particulier l'Aigle royal, l'Hirondelle de rochers, le Cassenoix moucheté, le Chocard à bec jaune, le Tétras lyre, qui vit en lisière supérieure de forêt, et le Tichodrome échelette,. Dans les milieux humides vivent la Salamandre tachetée, le Triton alpestre, l'Alyte accoucheur et le Pélodyte ponctué. Les reptiles sont représentés par le Lézard vert, le Lézard des murailles, la Couleuvre verte et jaune, la Coronelle lisse et la Couleuvre d'Esculape. Les invertébrés sont représentés par trois espèces de libellules ou demoiselles, à savoir le Cériagrion délicat, l'Agrion de Mercure et le Cordulégastre bidenté, par l'espèce de papillon hermite, ainsi qu'un coléoptère, la Rosalie des Alpes,.
Différents biotopes couvrent la réserve, et en particulier la dent de Crolles : des lisières xérothermophiles, des prairies à Molinie bleue, des hêtraies neutrophiles, des pessières subalpines, des forêts de Pin sylvestre, des tourbières ou encore des tufières. Ils abritent de nombreuses plantes. Parmi elles, la Buxbaumie verte est une espèce de mousse qui fait l'objet d'une étude renforcée,. Les fougères sont représentées par le Polystic à aiguillon, la Cystoptéride des montagnes, le Lycopode des Alpes et l'Ophioglosse des Alpes. Les autres plantes recensées sont l'Aconit anthore, l'Arabette droite, l'Arabette des rochers, l'Arabette à feuilles de serpolet, l'Asperge à feuilles étroites, l'Aster amelle, la Clématite des Alpes, l'Avoine cultivée, l'Avoine soyeuse, le Buplèvre à longues feuilles, la Campanule à larges feuilles, la Carline à feuilles d'acanthe, le Centranthe à feuilles étroites, le Céphalaire des Alpes, la Dorine à feuilles opposées, la Circée des Alpes, le Cirse tubéreux, la Racine de corail, la Crépide rongée, le Cynoglosse d'Allemagne, le Cynoglosse des montagnes, le Sabot de Vénus, l'Orchis de Traunsteiner, le Daphné des Alpes, l'Œillet superbe, l'Épipactis de Müller, l'Épipogon sans feuilles, le Panicaut des Alpes, la Gagée jaune, le Gaillet oblique, la Gentiane d'Allemagne, l'Orchis odorant, l'Épervière de Lawson, le Millepertuis à sous, la Balsamine des bois, l'Inule de Suisse, le Laser odorant, le Laser de Prusse, la Gesse noire, la Listère cordée, la Lunaire vivace, la Minuartie à feuilles capillaires, le Myosotis à petites fleurs, la Bugrane buissonnante, l'Ophrys abeille, l'Orobanche blanche, l'Orobanche du sermontain, la Pédiculaire ascendante, la Grassette à grandes fleurs, la Grassette à éperon étroit, le Pâturin hybride, la Potentille luisante, la Primevère auricule, la Pirole intermédiaire, la Pirole à feuilles rondes, la Renoncule à feuilles de parnassie, la Renoncule de Séguier, l'Orpin rose, la Scorsonère d'Espagne, la Stipe pennée, la Tozzie des Alpes, la Valériane celte, la Valériane des débris, la Pensée du Mont-Cenis et la Gagée de Burnat,.

## Histoire

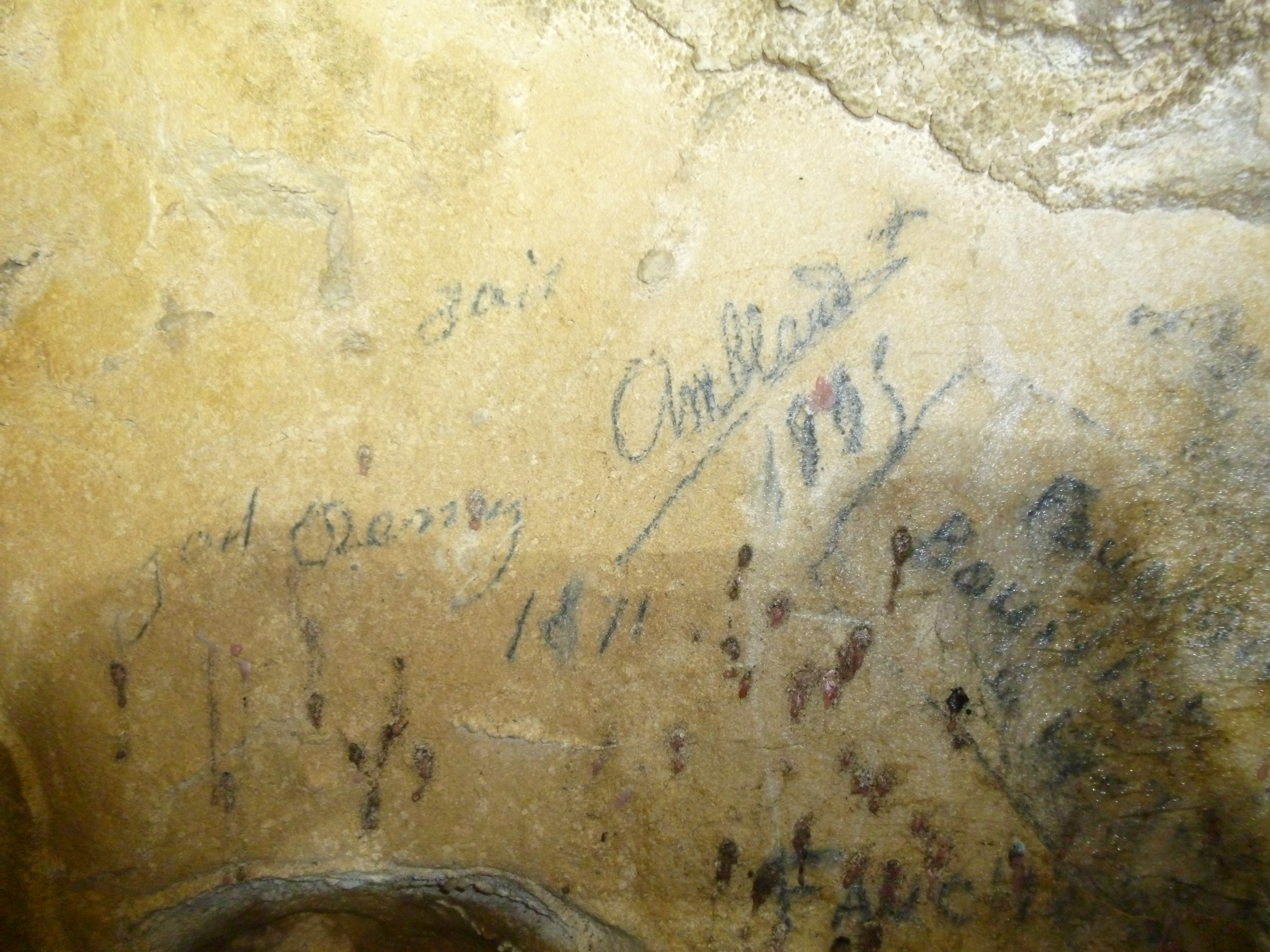
Inscriptions sur la paroi de la galerie d'entrée du Trou du Glaz.

L'exploration des profondeurs de la dent de Crolles débute avant 1806 et est reprise en 1899 à l'instigation d'Henri Ferrand, président de la Société des touristes du Dauphiné. Il fait alors appel à l'un des précurseurs de la spéléologie en France, Édouard-Alfred Martel, qui explore le trou du Glaz. La même année, Ferrand publie un ouvrage intitulé La Chartreuse. Dans les années 1920, les spéléologues parmi lesquels Fernand Petzl et Pierre Chevalier explorent le réseau souterrain de la montagne et parviennent à faire la jonction entre le trou du Glaz et l'exsurgence du Guiers Mort. Dans le même temps, Besse, Flahu et Flick ouvrent une première voie d'escalade dans la paroi orientale, la voie du JB (ou Jibé), nom inspiré par le dessin naturel de la roche à cet endroit et donné plus tard à une grotte à proximité,. Ils sont suivis par F. Germanaz, J. Jacqueland, A. Reynerie, E. Sibille qui inaugurent la voie des Neuf Cheminées en 1926 mais il faut attendre plus de trente ans pour que de nouvelles voies soient ouvertes. Jusque dans la décennie 1940, Petzl et Chevalier, en compagnie d'Annette Bouchacourt, poussent l'exploration du réseau à un niveau tel qu'en août 1944 il devient le plus profond du monde avec 512 mètres. En leur hommage, leurs noms sont donnés à trois grottes dans la paroi orientale. Deux ans plus tard, la grotte Annette est reliée (Annette est décédée en 1944 d'un accident de ski) au trou du Glaz selon une traversée intégrale sud/nord. En mai 1947, le dénivelé négatif est porté à 603 mètres, entre le gouffre P40 et l'exsurgence du Guiers Mort, record mondial conservé jusqu'en 1953. Depuis, de nouvelles explorations ont triplé le développement du réseau souterrain, avec désormais près de soixante kilomètres, et une profondeur de 673 mètres en 2003. Le puits des Cartusiens rejoint le système en 2007. En 2009 le gouffre Bob Vouay situé presque au sommet est relié au réseau alors qu'une onzième entrée a encore été découverte en 2010,.

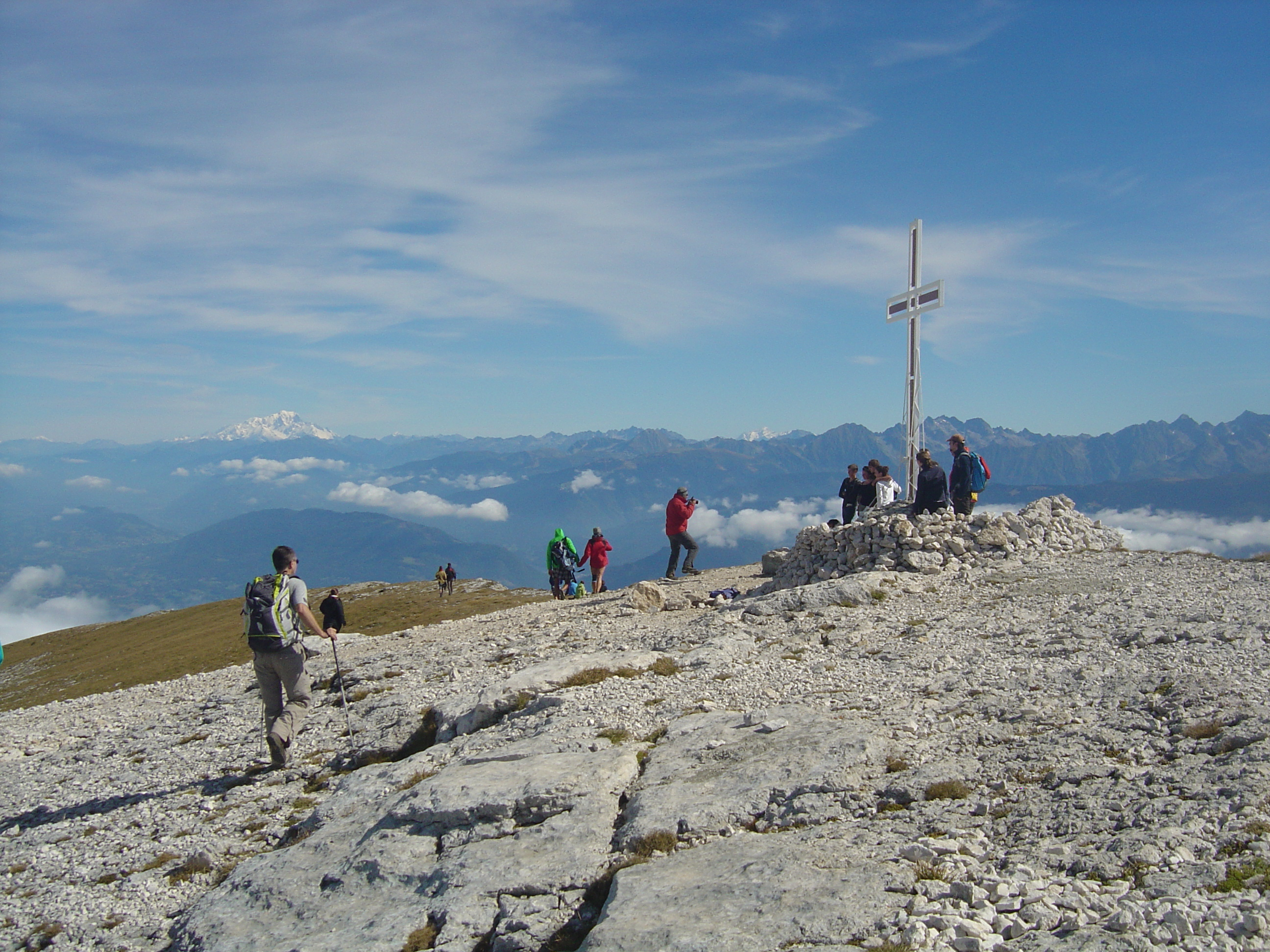
Vue de la croix sommitale avec le mont Blanc en arrière-plan à gauche.

En mai 2000, la croix sommitale de la dent de Crolles, datant de 1986, est la deuxième d'une longue série à être vandalisée dans le massif de la Chartreuse après celle de la Grande Sure le mois précédent. Une nouvelle croix à double armature métallique blanche est fabriquée avec un ancien pylône électrique ; des lattes en bois y sont fixées,. Elle est hissée par hélicoptère et scellée le 15 juillet 2001 par les auteurs de la précédente croix en présence de nombreux randonneurs.

## Activités

### Randonnée

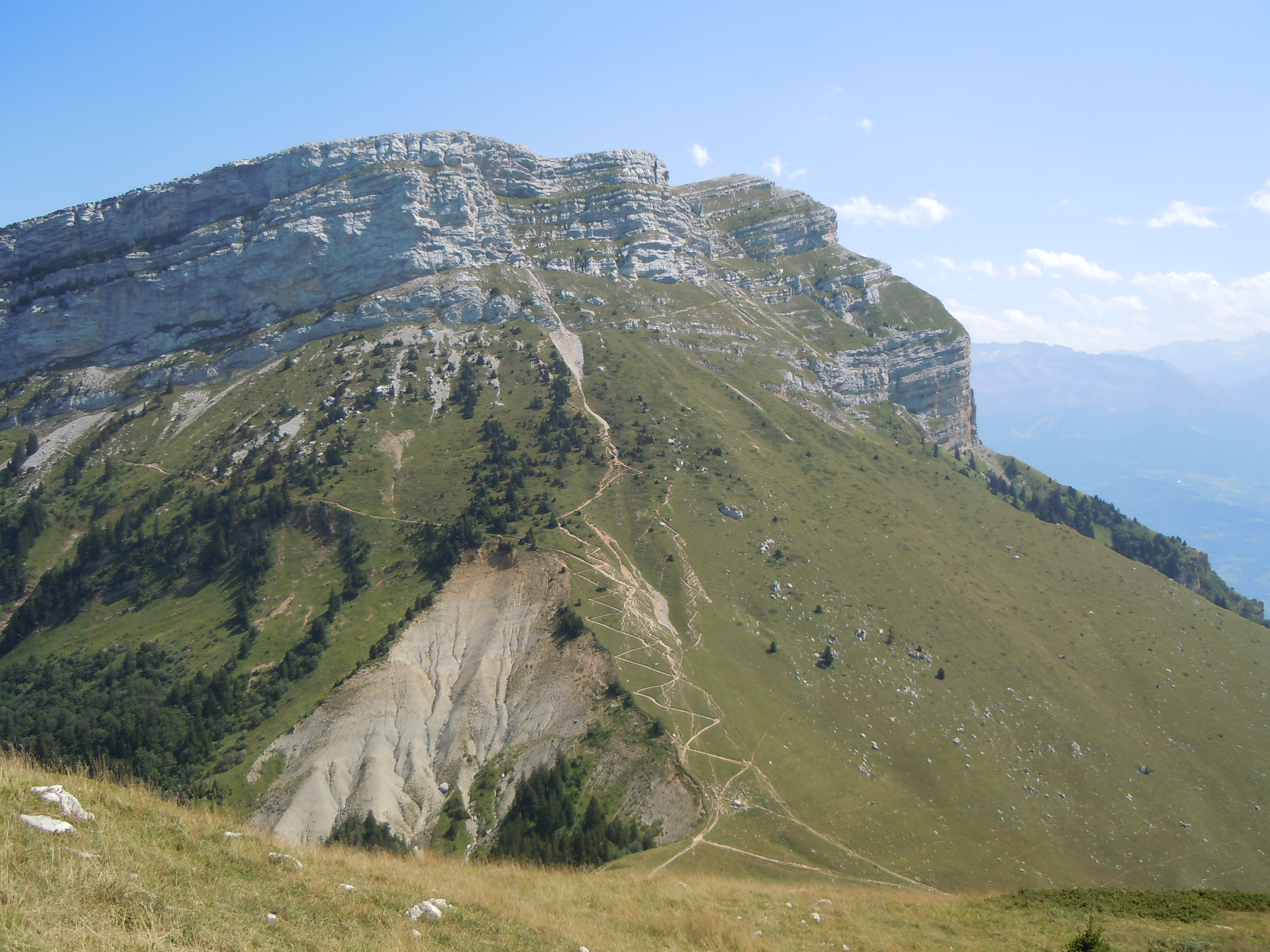
Vue des sentiers en amont du col des Ayes, avec le GR 9 qui part sur la gauche à mi-hauteur et le sentier du pas de l'Œille plus haut sur la droite.

Il existe deux itinéraires pédestres principaux pour monter au sommet de la dent de Crolles. Tous deux partent de la route montant au col du Coq depuis Saint-Nazaire-les-Eymes, soit depuis le col même en suivant le GR 9, soit depuis le dernier lacet quelques centaines de mètres sous le col en remontant un sentier. Ils se rejoignent avant le col des Ayes. À partir de ce dernier, l'itinéraire remonte le Pré-qui-tue en zigzag vers l'est,,. Environ 200 mètres plus loin, le GR 9 bifurque vers la gauche en direction du trou du Glaz, dans le versant occidental. Peu après, un sentier quitte le GR sur la droite pour remonter le plateau sommital plein sud à travers quelques lapiaz jusqu'à la croix,. Après la bifurcation du GR 9 dans le Pré-qui-tue, le sentier du pas de l'Œille se prolonge pour sa part dans la face sud-ouest en passant près du monolithe éponyme, avec un passage équipé d'un câble, jusqu'à la brèche. De là, la croix se trouve une centaine de mètres au sud,. Une variante permet de relier directement le GR 9 peu après le trou du Glaz au sentier du pas de l'Œille en suivant la sangle de Barrère,.
La dent de Crolles peut également être gravie depuis le hameau de Perquelin, à Saint-Pierre-de-Chartreuse, au nord de la montagne. Peu après la fin de la route forestière, il est possible de monter aux sources du Guiers par un sentier à droite ou de monter directement à la combe du Prayet sur la gauche, sous les rochers de Bellefont. Ce sentier finit par déboucher sur le GR 9. Il est possible de quitter celui-ci vers le sud pour longer les crêtes orientales vers le rocher du Midi puis la dent de Crolles, ou un peu plus loin par le sentier du trou du Glaz sur le plateau,. Depuis les sources du Guiers ou directement au sud de Perquelin, plusieurs sentiers mal tracés permettent également de rejoindre le trou du Glaz et la sangle de Barrère,.
Depuis l'ex-centre médico-chirurgical des Petites-Roches, un sentier mène jusqu'à la cabane du Berger,, un abri sommaire à 1 500 mètres d'altitude comportant deux couchages sans matelas. De là, une sente se dirige vers le sud-ouest et finit par longer le pied des falaises méridionales en passant au pas des Terreaux. Après avoir obliqué vers le nord-ouest, elle rejoint le sentier du pas de l'Œille,.

### Escalade

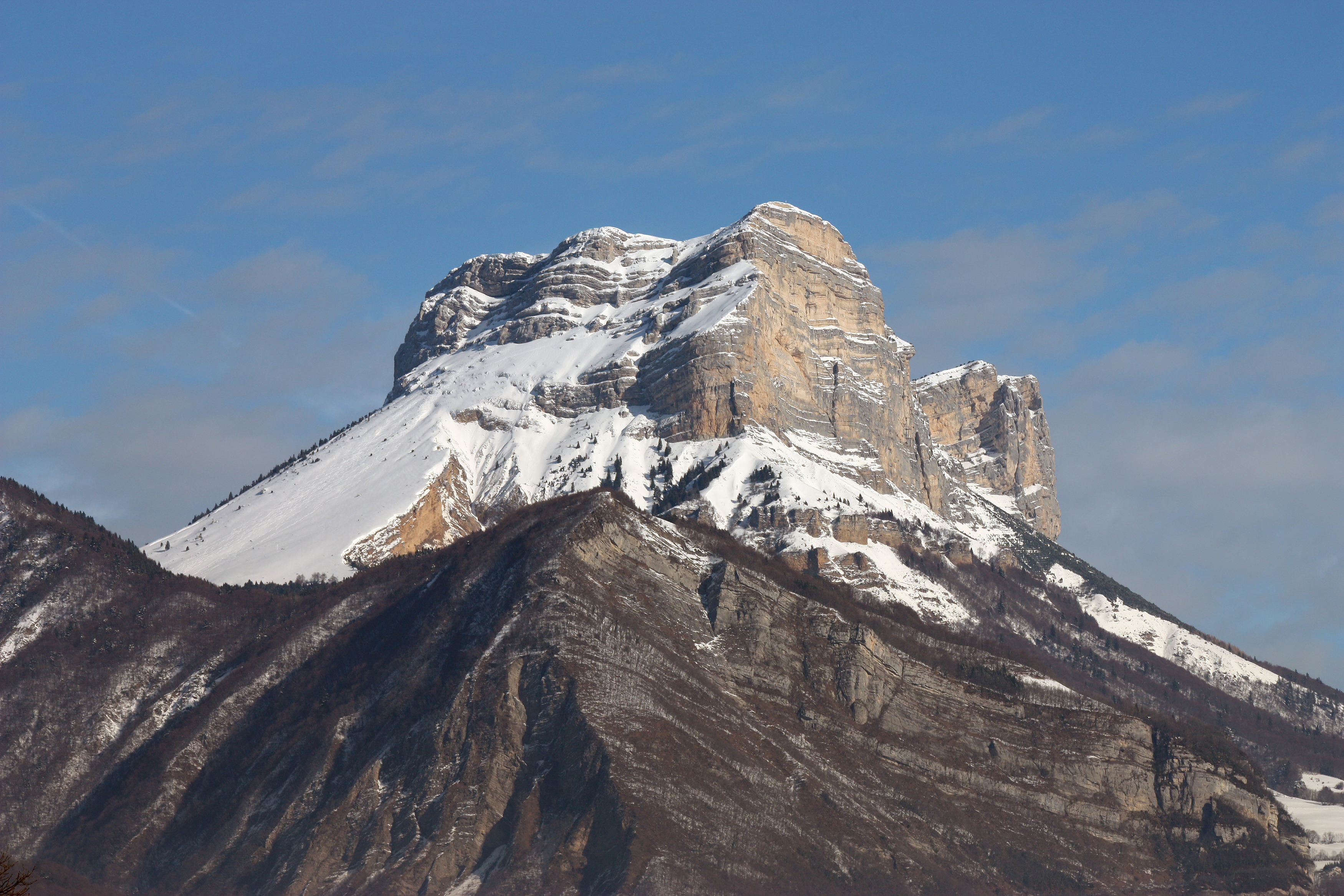
Vue des parois de la dent de Crolles et du rocher du Midi (à droite) en hiver.

Il existe une vingtaine de voies d'escalade en face sud-ouest, une quinzaine en face sud-est et plus de vingt voies dans le rocher du Midi, dans le prolongement nord-est de la paroi. La plupart des voies présentent 150 à 300 mètres de hauteur ; cinq voies égalent ou dépassent 350 mètres : l’éperon Central ouverte en 1961-1962 par E. Stagni, I. Gambomi, J. Martin, R. Wohlschlag et J. Rod et cotée 6a à 7a, Fair-Play ouverte en 2002 par Arnaud Drouet, Jérémy Ponson et Ghislaine Boucherèle et cotée 6b+, La Passion dans l'âme ouverte en 2001 par Gaël Bouquet des Chaux et Benjamin Perrette et cotée 6b+, la voie des Traversées ouverte en 1965 par S. Gluck, V. Mathias, Y. Morin et A. Pêcher et cotée 5c à 6b+, situées toutes quatre dans la face sud-est, et le pilier Sud ouverte en 1961 par M. Bataillou, G. Clerc, S. Coupé et H. Pollet à l'extrémité méridionale de la montagne et cotée 5c à 6b+. Les difficultés s'échelonnent du 4c pour la voie des Neuf Cheminées, la seconde voie ouverte dans la dent de Crolles en 1926 au 7a pour l’éperon Central, le Y branche de droite ouverte en 1954 par Mme Brésard et S. Coupé et Excès de zèle ouverte par N. Mariage et T. Peuzin dans la face sud-ouest, voire dans le rocher du Midi au 7b et 7c et même une voie 8b pour Carnet d'adresse ouverte en 2002 par P. Mussatto et C. Boudinet.

### Spéléologie

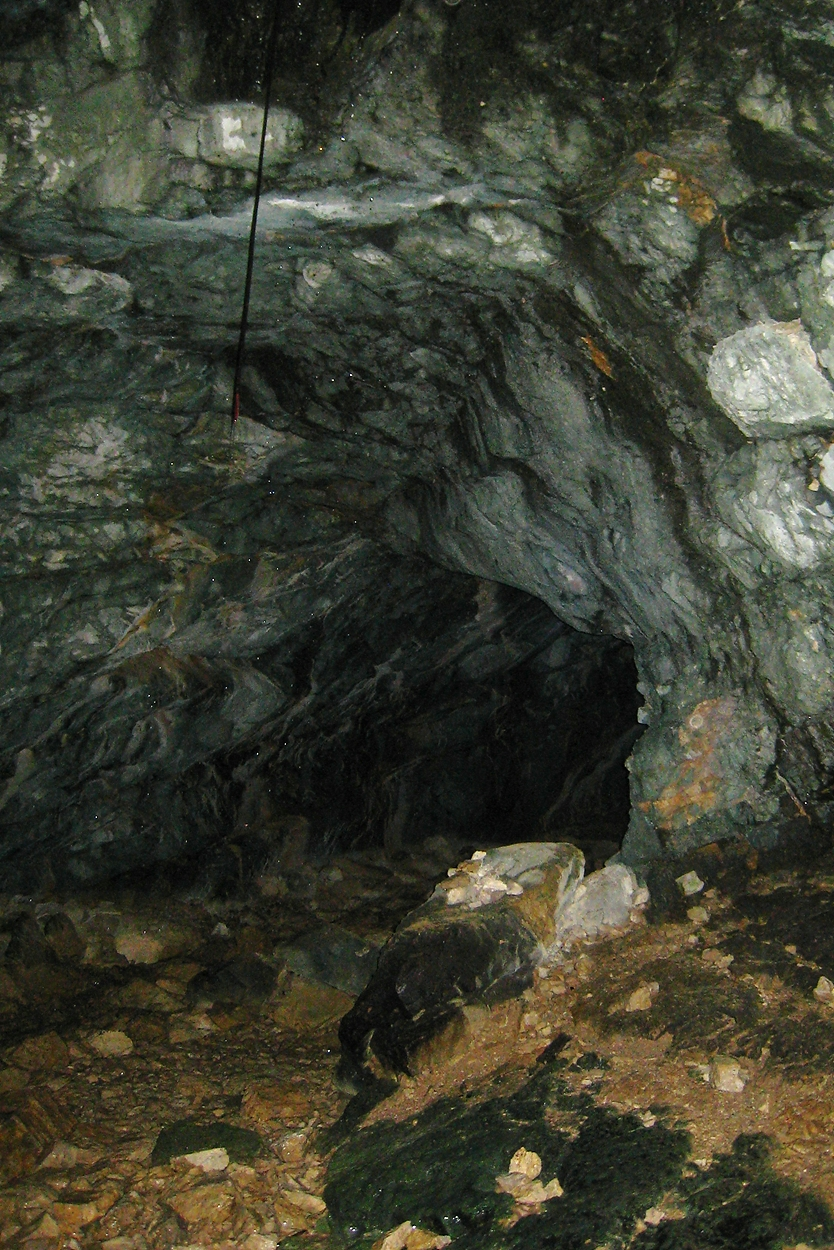
Vue de l'entrée du trou du Glaz.

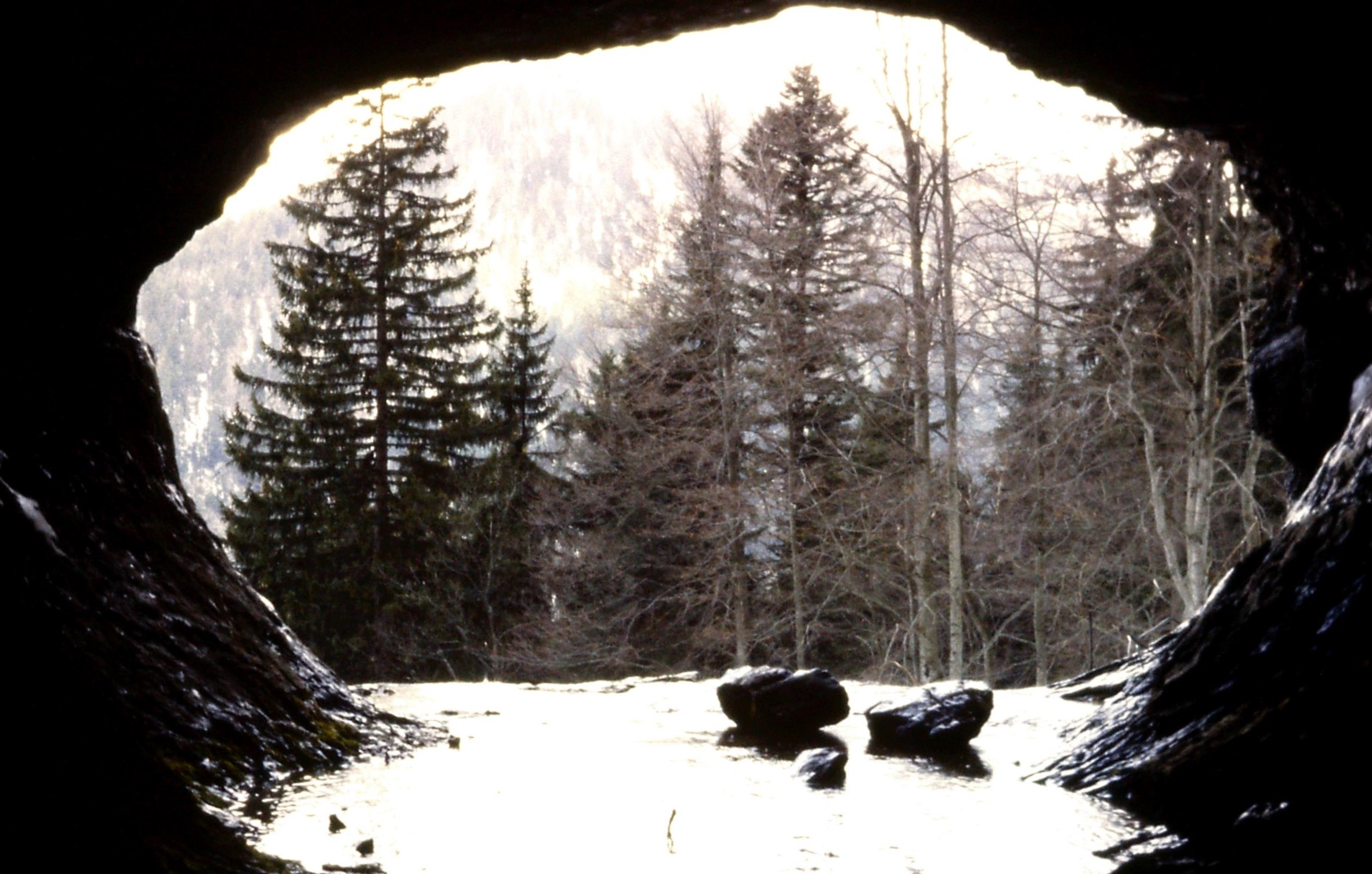
Vue de l'intérieur de l'exsurgence du Guiers Mort, sortie des eaux du réseau.

La dent de Crolles compte près de soixante kilomètres de galeries explorées et, courant 2023, dix-huit entrées distinctes : l'exsurgence du Guiers Mort (1 334 m) et la grotte Bis, le trou du Glaz (1 692 m), les grottes Annette (1 718 m), Chevalier (1 701 m), des Montagnards (1 749 m), la grotte des Excités (1 751 m), l'entrée des Artistes (1 744 m), le Balcon (1 750 m) et le nid de Choucas (1 890 m), les gouffres Thérèse (1 933 m), P40 (1 939 m), des Quanta (1 937 m), des Cartusiens (1 783 m), Bob Vouay (2 015 m), Pulpite (1 900 m), du Cœur (1 905 m) et une entrée baptisée Maxi Méga Marmotte proche de Chevalier (1 679 m) ; la grotte Petzl (1 688 m) est isolée du reste du réseau par une trémie,,. Cet important réseau offre plusieurs possibilités de traversées,, et lui assurent une importante notoriété parmi les spéléologues du monde entier. La traversée entre le trou du Glaz et la grotte Annette est la plus classique et la plus accessible pour les débutants, avec uniquement six passages en rappel de trente mètres maximum, pour une durée d'environ six heures. La traversée entre le P40 et le trou du Glaz offre 249 mètres de dénivelé, quelques puits arrosés dans la partie basse et des méandres relativement étroits qui demandent une bonne technique ; elle peut être enchaînée en traversée jusqu'à l'exsurgence, avec un passage intermédiaire à hauteur du puits P36 un peu plus technique mais débouchant sur de vastes galeries fossiles soumises à des courants d'air. Chacun des deux tronçons nécessite six heures de progression. La plupart des itinéraires souterrains nécessitent de descendre et parfois remonter des puits,.

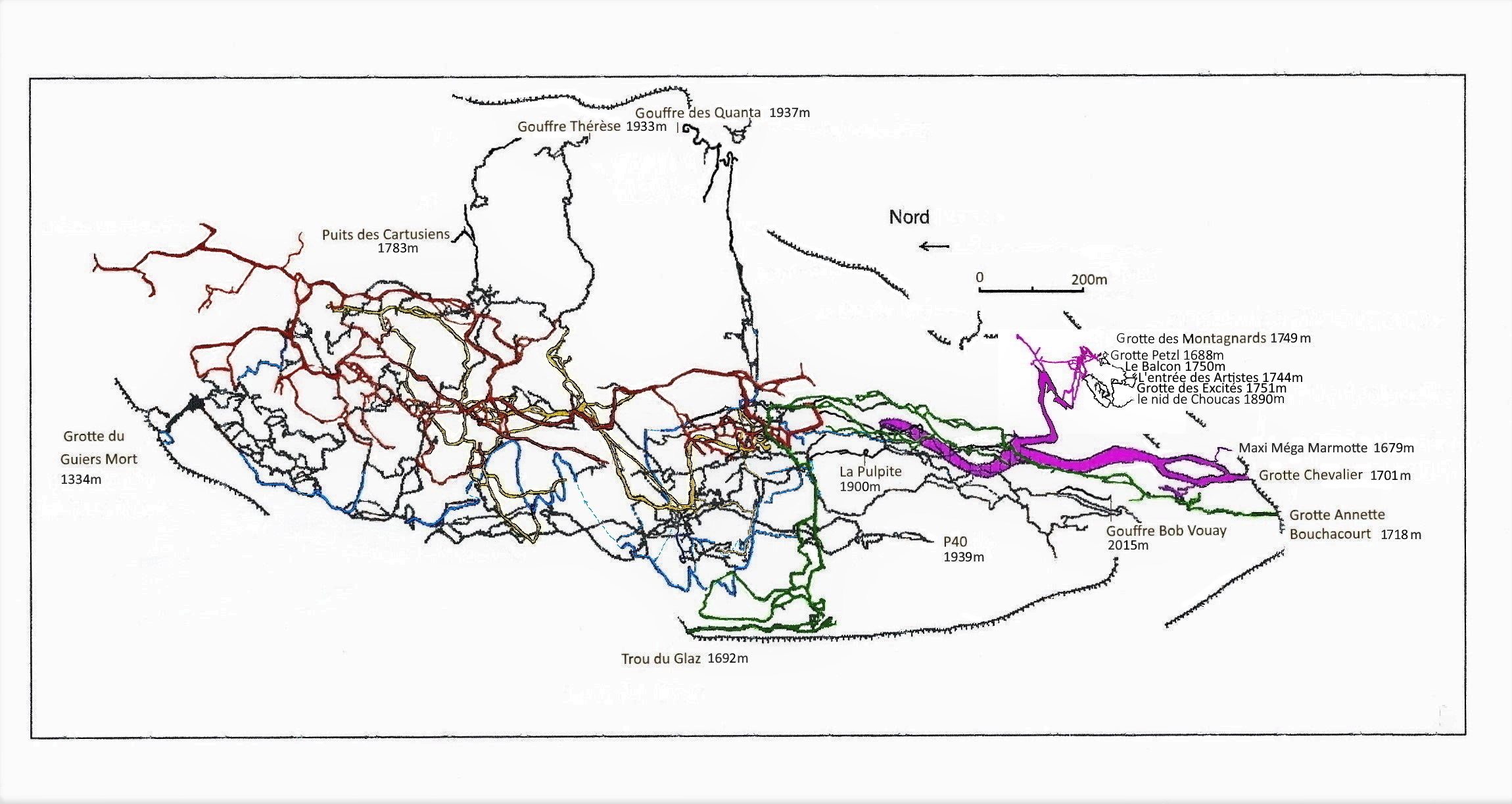
Plan schématique du réseau de la dent de Crolles. Les couleurs correspondent aux différents niveaux, le Guiers Mort étant le point 0 ; le bleu représente la rivière : niveau 0 à +100 m ; le jaune (le Métro) le niveau +100 à +140 m ; le rouge (le boulevard des Tritons) le niveau +140 à +200 m ; le vert (Glaz-Annette) le niveau +350 m. Le dénivelé entre l'entrée la plus haute, le gouffre Bob Vouay (2015 m), et la grotte du Guiers Mort est de 681 mètres.

### Vol libre
Certains adeptes de parapente et de base-jump utilisent la dent de Crolles comme base de décollage.

### Protection environnementale

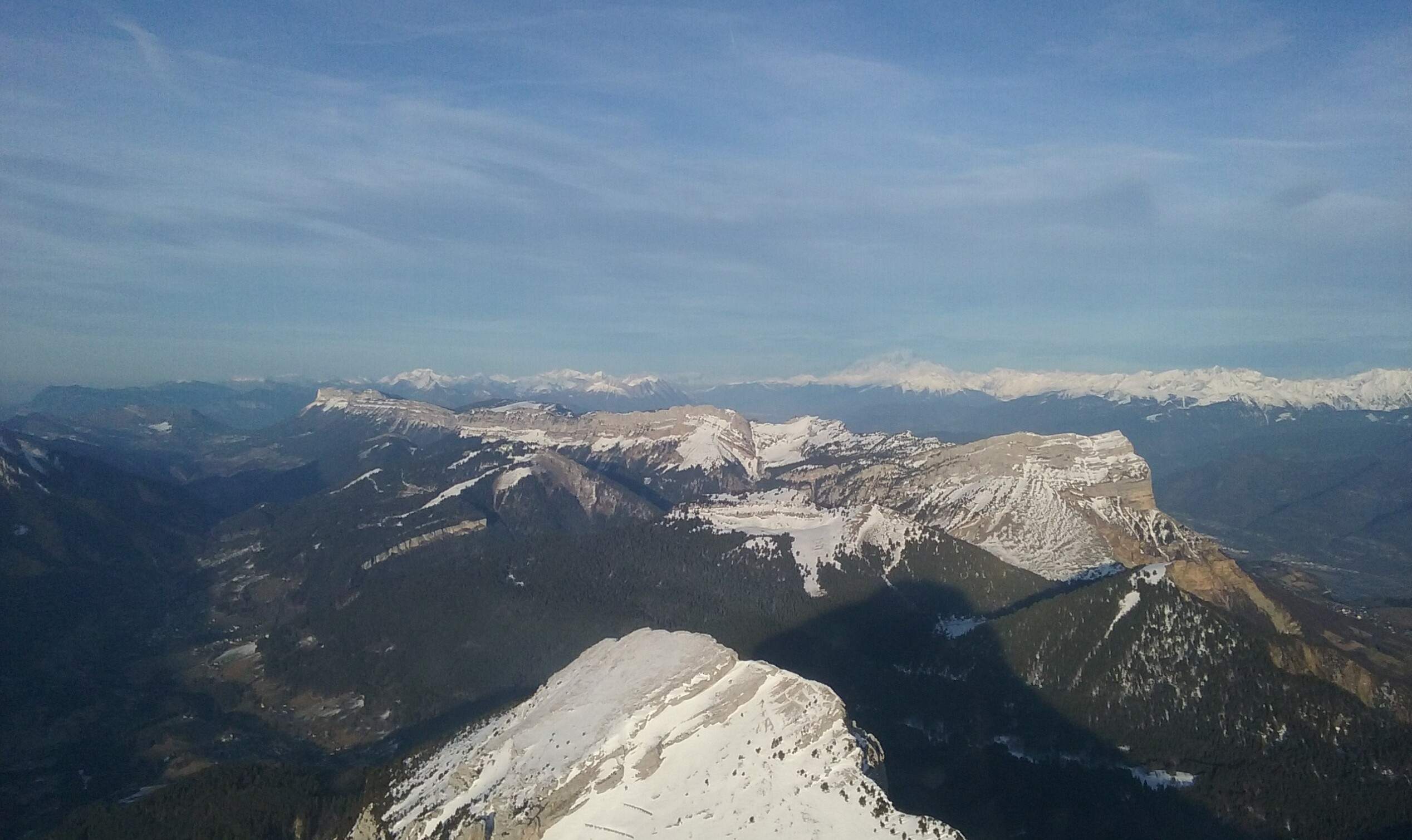
Vue aérienne de la dent de Crolles (à droite) avec Chamechaude au premier plan et le mont Blanc en arrière-plan.

La dent de Crolles est située au sein du parc naturel régional de Chartreuse, qui a été créé en 1995 et couvre, depuis la révision de sa charte en 2008, 767 km2. Le sommet fait également l'objet d'un classement en zone naturelle d'intérêt écologique, faunistique et floristique (ZNIEFF) de type I, qui s'étend sur 5 980 hectares jusqu'au nord du mont Granier. Enfin, au sein de celle-ci, sur 4 432 hectares et vingt kilomètres de long, se trouve la réserve naturelle nationale des Hauts de Chartreuse qui a été créée en 1997 et dont la gestion est assurée par le parc naturel régional depuis 2001. Elle est reconnue depuis 2002 comme zone Natura 2000 destinée à préserver la biodiversité et depuis 2013 comme site d'intérêt communautaire.

## Dans la culture

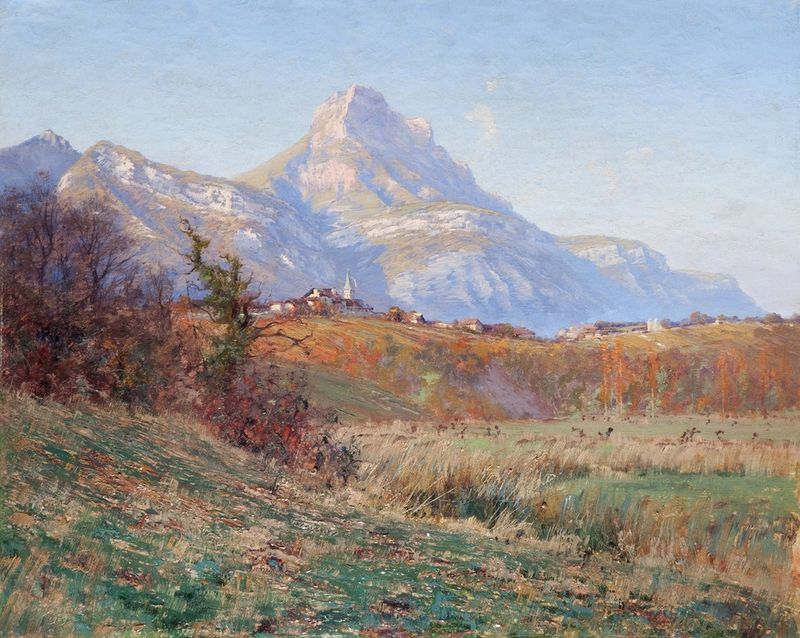
La Dent de Crolles (huile sur carton), Charles Bertier.

La dent de Crolles et le village de Saint-Nazaire-les-Eymes sont représentés sur une toile de 24 × 14,5 cm du peintre paysagiste grenoblois Charles Bertier (1860-1924).
Son sommet enneigé surplombe l'hôtel Olympus et son funiculaire (représenté par le funiculaire de Saint-Hilaire-du-Touvet), dans Les Travaux d'Hercule (titre original : The Labours of Hercules), épisode 4 de la saison 13 de la série consacrée à Hercule Poirot. Dans la fiction, elle se trouve dans les Alpes suisses,.